# Bangladés en los Juegos Olímpicos de Pekín 2008
Bangladés estuvo representado en los Juegos Olímpicos de Pekín 2008 por un total de 5 deportistas, 3 hombres y 2 mujeres, que compitieron en 3 deportes.
El portador de la bandera en la ceremonia de apertura fue el nadador Mohammed Rubel Rana. El equipo olímpico bangladesí no obtuvo ninguna medalla en estos Juegos.